# Hokkien mee
Per hokkien mee (福建面S, Fújiàn miànP lett. "spaghetti del Fujian") si intende una serie di piatti a base di noodle originari del Fujian, in Cina  e tipici in varie parti del Sud-est asiatico quali Indonesia, Malaysia e Singapore.

## Tipologie

### Hokkien meedi Singapore
L'hokkien mee tipico di Singapore è una preparazione che contiene al contempo spaghetti all'uovo e di riso fritti e saltati con uova, maiale, gamberi e calamari. Per tradizione, il piatto contiene cubetti di lardo fritto. La pietanza ha anche un'abbondante dose di brodo aromatico di ossa di maiale e lische di gamberi cotto a fuoco lento per molte ore. Per conferire al piatto un sapore più sapido vi si può aggiungere il sambal o il calamondino. Alcuni propongono il piatto su una foglia di palma di Betel, che fa risaltare il sapore dell'hokkien mee. Alcuni lo preparano servendosi dell'erba cipollina cinese.

### Hokkien meedi Penang
L'hokkien mee di Penang, anche conosciuto come har mee nel resto della Malaysia, ha un brodo di gamberi e molluschi piccante. Questa zuppa contiene vermicelli di riso, più spessi spaghetti all'uovo, costolette di maiale e, a volte, uova sode.

### Hokkien chardi Penang
Gli hokkien char sono spaghetti all'uovo fritti conditi con una salsa a base di soia che vengono preparati a Penang.

### Mie hokkiandi Medan
A Medan, in Indonesia, esiste una preparazione che prende il nome di mie hokkian, che ha pressoché i medesimi ingredienti dell'hokkien mee singaporiano. Tuttavia, anziché essere preparati insieme, gli ingredienti del mie hokkian sono cotti separatamente e poi uniti prima che il piatto venga servito.